# Galway International Arts Festival
Galway International Arts Festival (GIAF) – coroczny europejski festiwal sztuki odbywający się od 1978 w Galway w Irlandii. Dyrektorem generalnym jest John Crumlish, a dyrektorem artystycznym Paul Fahy.

## Historia

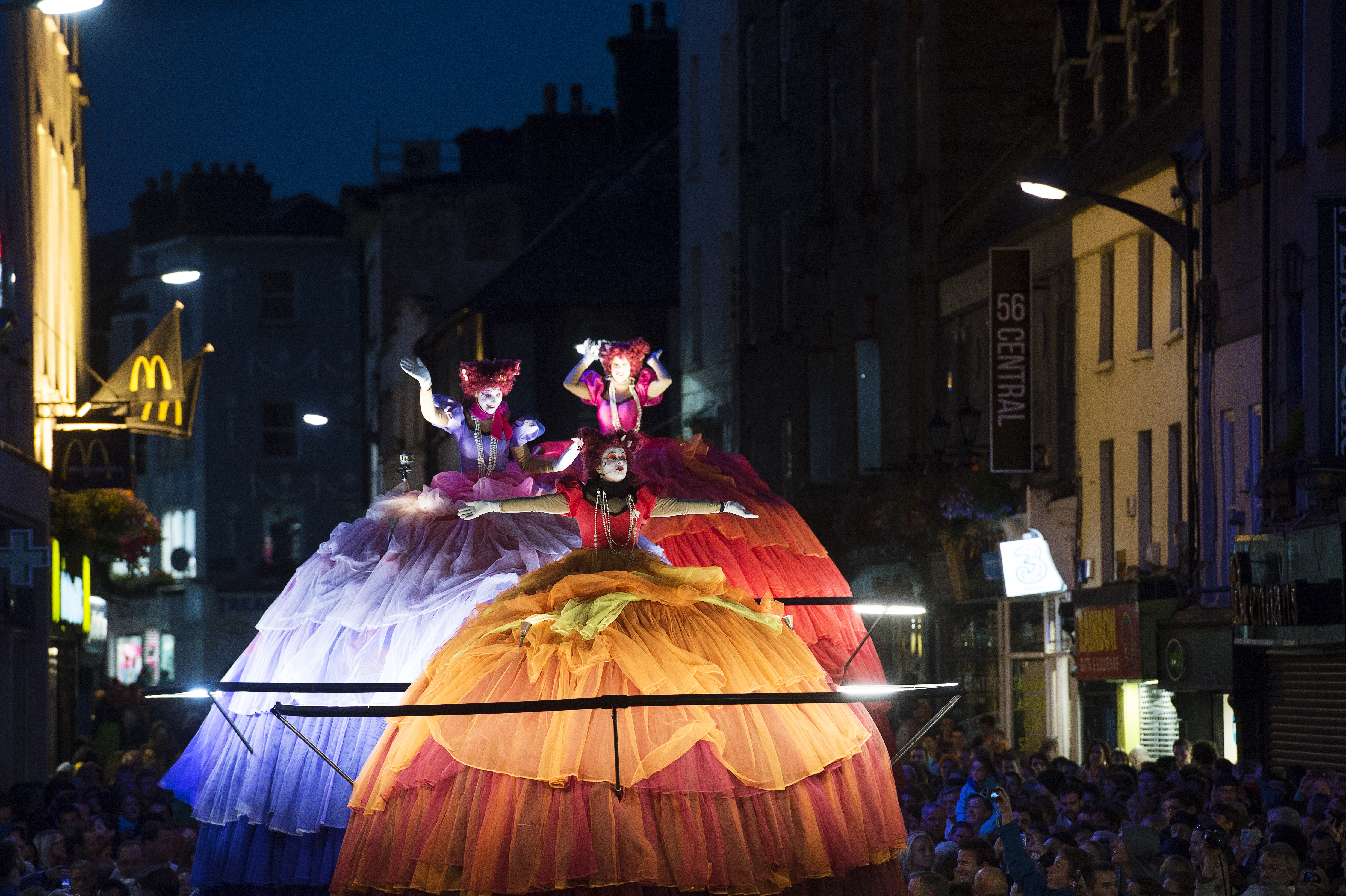
Giant Divas, GIAF 2015

Galway International Arts Festival jest organizacją kulturalną, która organizuje jeden z wiodących europejskich festiwali sztuki, opracowuje i produkuje nowe projekty artystyczne, które prezentowane są w kraju i za granicą. Festiwal otwiera ludzkie pasje i inspiruje nowe sposoby myślenia i działania. Jest także twórcą platformy dyskusyjnej First Thought Talks. Odgrywa bardzo istotną rolę w umiejscowieniu Galway na mapie  Wild Atlantic Way, jako kluczowego centrum kultury, sztuki i turystyki. Jest też jedną z instytucji, która będzie współuczestniczyć w realizacji programu w ramach przyznanego Galway tytułu Europejskiej Stolicy Kultury 2020.
Multidyscyplinarny festiwal odbywa się każdego lipca w Galway i obejmuje wiele form sztuki, w tym teatr, taniec, muzykę, operę, spektakl uliczny, sztuki wizualne, dyskusje i komedie. W 2017 odbyło się ponad 200 wydarzeń w 33 miejscach w ciągu 14 dni, a liczba uczestników przekroczyła 210 000. W 2017 The Guardian uznał festiwal za jeden z 10 najlepszych letnich festiwali w Europie.
Na przestrzeni ostatnich 40 lat w festiwalu uczestniczyło wielu zaproszonych gości, m.in. Brian Wilson, Joni Mitchell, Bill Viola, Grizzly Bear, Bon Iver, St. Vincent, Blondie, The Gloaming, Elvis Costello, John Gerrard, Hughie O’Donoghue, Sophie Calle, Louise Bourgeois, Cormac McCarthy, Ivo van Hove, David Hockney, Kronos Quartet, Philip Glass, Tommy Emmanuel, Marina Abramović, Steppenwolf, Mick Flannery, Damien Dempsey, The National, New York Theatre Workshop. GIAF regularnie współpracuje z wiodącymi irlandzkimi instytucjami, w tym Druid Theatre Company.

## First Thought Talks

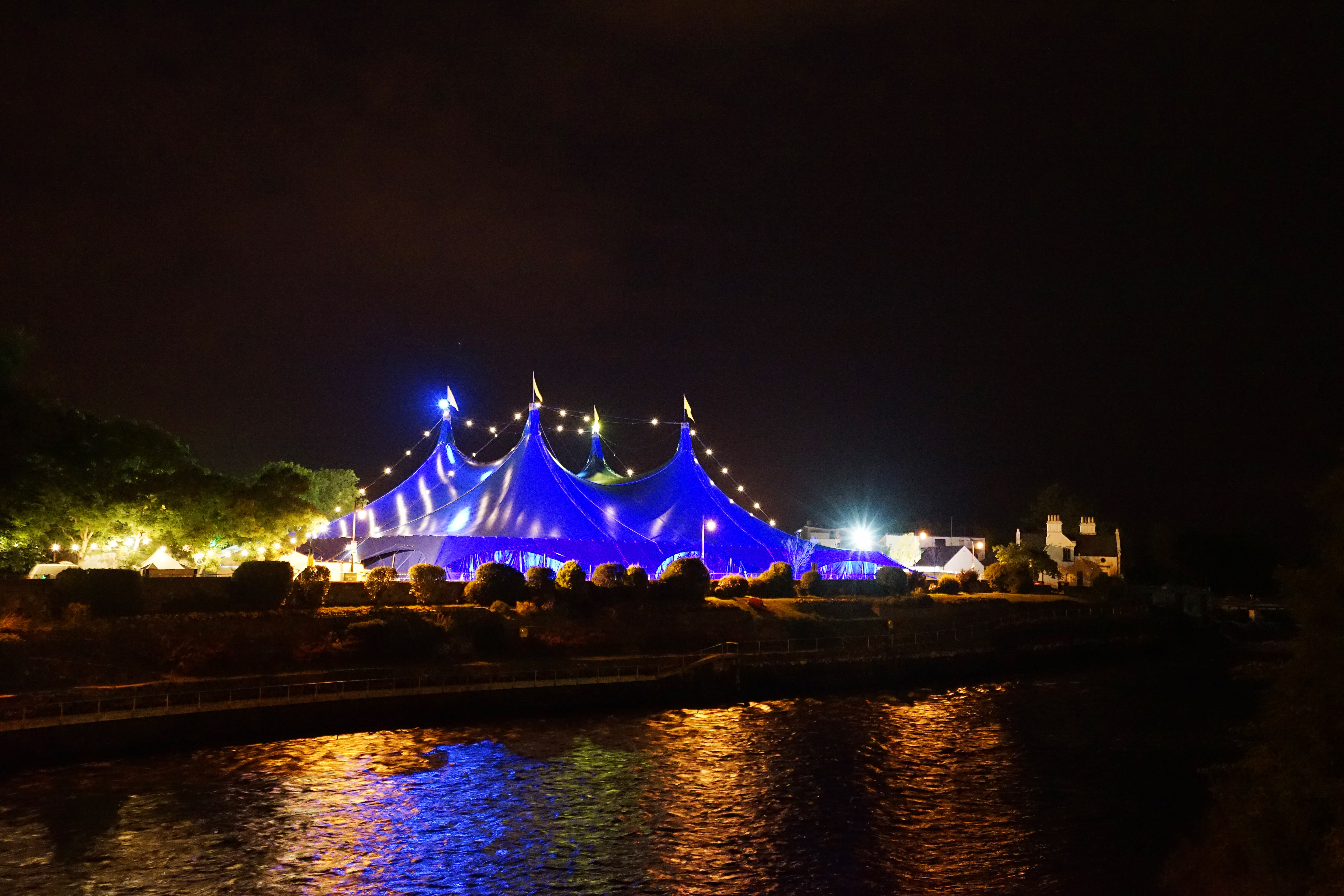
Galway International Arts Festival 2016

First Thought Talks to platforma dyskusyjna skupiająca się na kreatywności pomiędzy liderami irlandzkimi i międzynarodowymi z wielu dziedzin sztuki i non-arts w celu zaangażowania, informowania i inspirowania twórczego dyskursu. First Thought Talks odbywają się co roku w ramach festiwalu, a także są transmitowane na żywo za pomocą internetu. Odbywają się też jako niezależne wydarzenia poza festiwalem.
Od czasu wprowadzenia w 2012 roku program znacznie się rozwinął. W 2017 podczas Galway International Arts Festival odbyło się 17 wydarzeń z udziałem 40 panelistów, w tym pisarza Colma Tóibína, Caitriony Perry z RTÉ, psychologa Maureen Gaffney i syryjskiego architekta Marwa Al-Sabouni. GIAF zorganizowało także dwa międzynarodowe spotkania z podróżnikiem z Galway, Gavanem Henniganem i dramaturgiem Endą Walshem.
W First Thought Talks uczestniczyli: były prezydent Mary Robinson, producent i muzyk Nile Rodgers, redaktor „The Observer” John Mullholland, aktorzy John Mahoney, Cillian Murphy i Rebecca Root, prezenter telewizyjny BBC dr Gabriel Weston, dyrektor artystyczny National Theatre of Great Britain Nicholas Hytner oraz Michael J. Dowling, dyrektor generalny jednego z największych prywatnych zakładów opieki zdrowotnej na świecie, artyści John Gerrard i Varvara Shavrova, naukowiec prof. Abhay Pandit, modelka Cameron Russell, dziennikarka RTÉ Evelyn O’Rourke.

## Produkcje i trasy

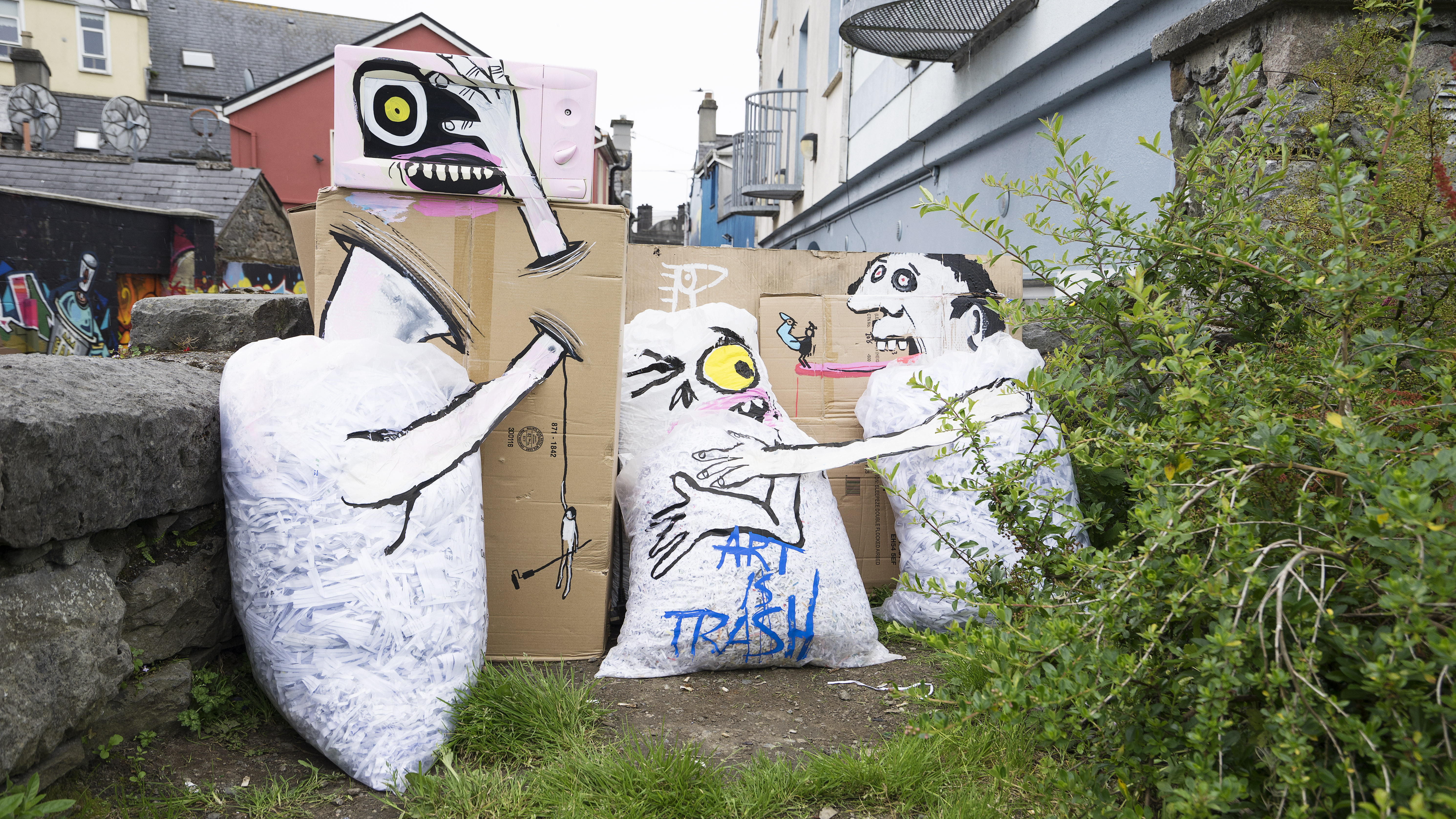
Art is Trash, GIAF 2016

Galway International Arts Festival jest producentem przedstawień teatralnych i wystaw, które wystawia w kraju i za granicą. W ciągu ostatnich pięciu lat byli producentami lub współproducentami 15 produkcji, których pokazy odbyły się w Londynie, Paryżu, Nowym Jorku, Edynburgu, Chicago, Adelaide, Sydney, Hongkongu i Waszyngtonie.
- Ballyturk - produkcja Landmark Productions i GIAF w reżyserii Endy Walsha, z udziałem Cilliana Murphy’ego, Mikela Murfi i Stephena Rea. Przedstawienie miało premierę podczas Galway International Arts Festival w lipcu 2014, w tym samym roku otrzymało główną nagrodę Best Production podczas Irish Theatre Awards. Od sierpnia 2014 wystawiane było w National Theatre w Londynie[8]. W styczniu 2017 otwierało nowy sezon w Abbey Theatre w Dublinie. Wystawiane było też w St. Ann’s Warehouse na Brooklynie w Nowym Jorku[9].
- Woyzeck in Winter - koprodukcja Landmark Productions i GIAF w reżyserii Conalla Morrisona. Po premierze na Galway International Arts Festival w lipcu 2017, została wystawiona we wrześniu w prestiżowym londyńskim Barbican Centre i w październiku podczas Dublin Theatre Festival[10][11].
- Arlington - koprodukcja Landmark Productions i GIAF według dramatu zwycięzcy Tony Award Endy Walsha, której premiera odbyła się podczas Galway International Arts Festival 2016. W marcu 2017 została wystawiona w Abbey Theatre w Dublinie, w maju 2017 w St. Ann’s Warehouse w Nowym Jorku[12].
- Rooms - produkcja GIAF, napisana i wyreżyserowana przez Endę Walsha. Instalacja składająca się z trzech krótkich form: Room 303, A Girl’s Bedroom i Kitchen miała premiery podczas Galway International Arts Festival między 2014 a 2016. W 2016 została wystawiona na festiwalu pod wspólnym tytułem Rooms. A Girl’s Bedroom wystawiono w 2016 w Kennedy Center, Washington DC, a trzyczęściowy cykl Rooms miał premierę w maju 2017 w Nowym Jorku. Czwarta odsłona Bathroom została zaprezentowana w 2017 podczas Galway International Arts Festival[13].
- Misterman - koprodukcja Landmark Productions i GIAF, według sztuki Endy Walsha, z udziałem Cilliana Murphy’ego, była wystawiana w Galway, Nowym Jorku i Londynie[14][15].

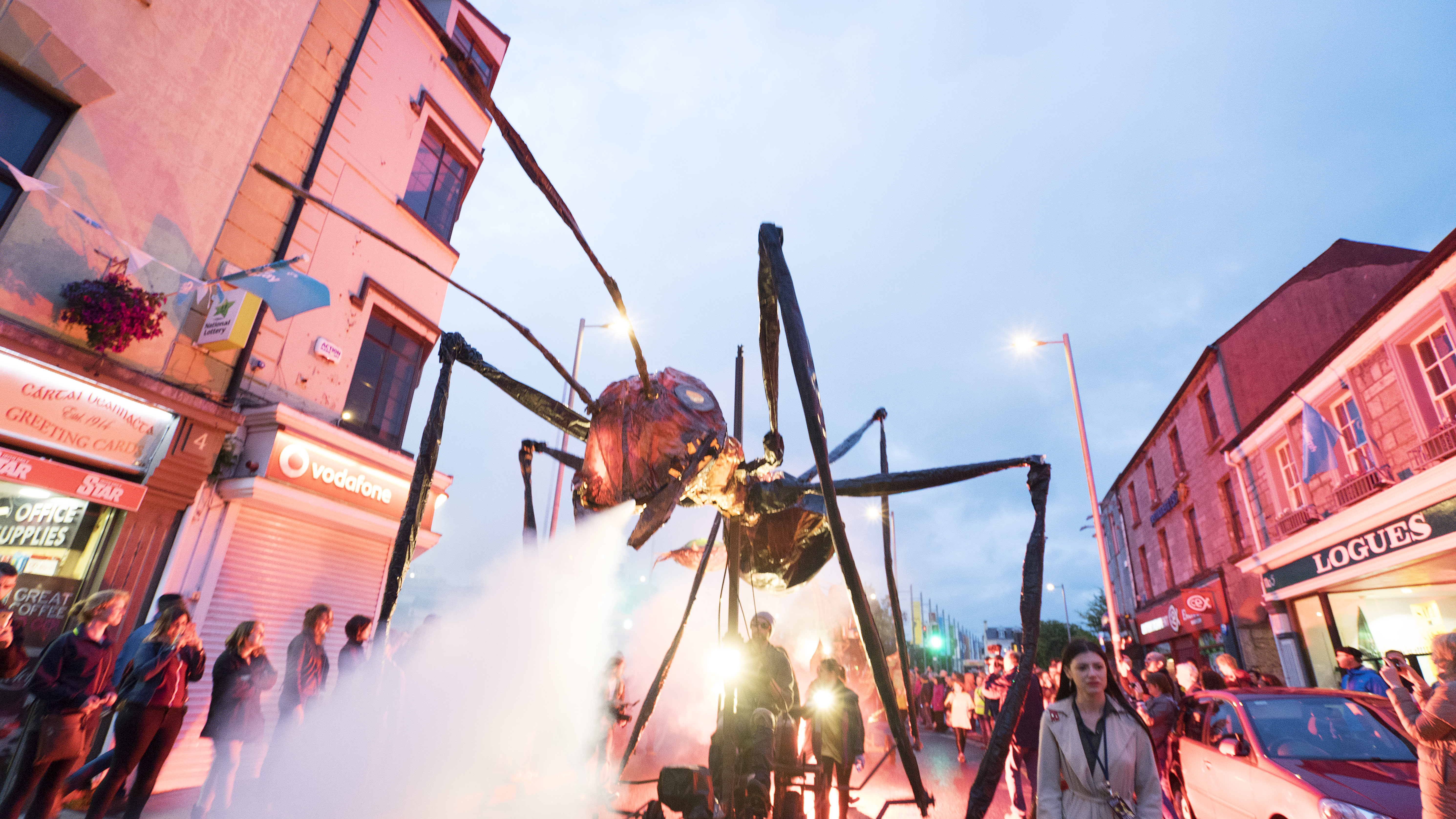
Sarruga Insects Street Spectacle, Galway 2016

- riverrun - produkcja TheEmergencyRoom, GIAF i Cusack Projects Ltd., performance autorstwa Olwen Fouéré na podstawie Finneganów tren Jamesa Joyce’a. Fouéré wystąpiła też w roli reżysera i aktorki. Performance miał premierę podczas Galway International Arts Festival 2013, a następnie był wystawiany w Londynie, Edynburgu, Nowym Jorku, Adelajdzie, Sydney i Waszyngtonie[16].
- Lessness Samuela Becketta – produkcja TheEmergencyRoom, GIAF i Cusack Projects Ltd., w roli głównej z Olwen Fouéré miała premierę w 2015 podczas Barbican’s International Beckett Season w Londynie, a w 2016 została wystawiona w Pryżu[17][18].
- Invitation to a Journey oraz Death at Intervals według powieści Kellie Hughes - koprodukcja GIAF, CoisCéim Dance Theatre, Crash Ensemble, Fishamble: The New Play Company miały premierę w 2016 podczas Galway International Arts Festival. W lipcu 2016 Invitation to a Journey został wystawiony w Dublinie a Death at Intervals w październiku podczas Dublin Theatre Festival[19][20].
- Chapatti Christiana O’Reilly’ego – koprodukcja GIAF i Northlight Theatre, w reżyserii BJ Jones, w rolach głównych z  Johnem Mahoneyem i Penny Slusher. Premiera odbył się w Chicago w marcu 2014 i była grana podczas Galway International Arts Festival 2014[21][22].

## Nagrody i wyróżnienia
Galway International Arts Festival i koprodukcje teatralne otrzymały 14 krajowych i międzynarodowych nagród teatralnych z 34 nominacji w latach 2011-2017. Dwie kolejne nagrody Special Tribute Awards otrzymali artyści współpracujący z GIAF: Stephen Rea i Olwen Fouéré w uznaniu dorobku artystycznego ze specjalną wzmianką o ich ostatnich produkcjach festiwalowych.

## Galeria

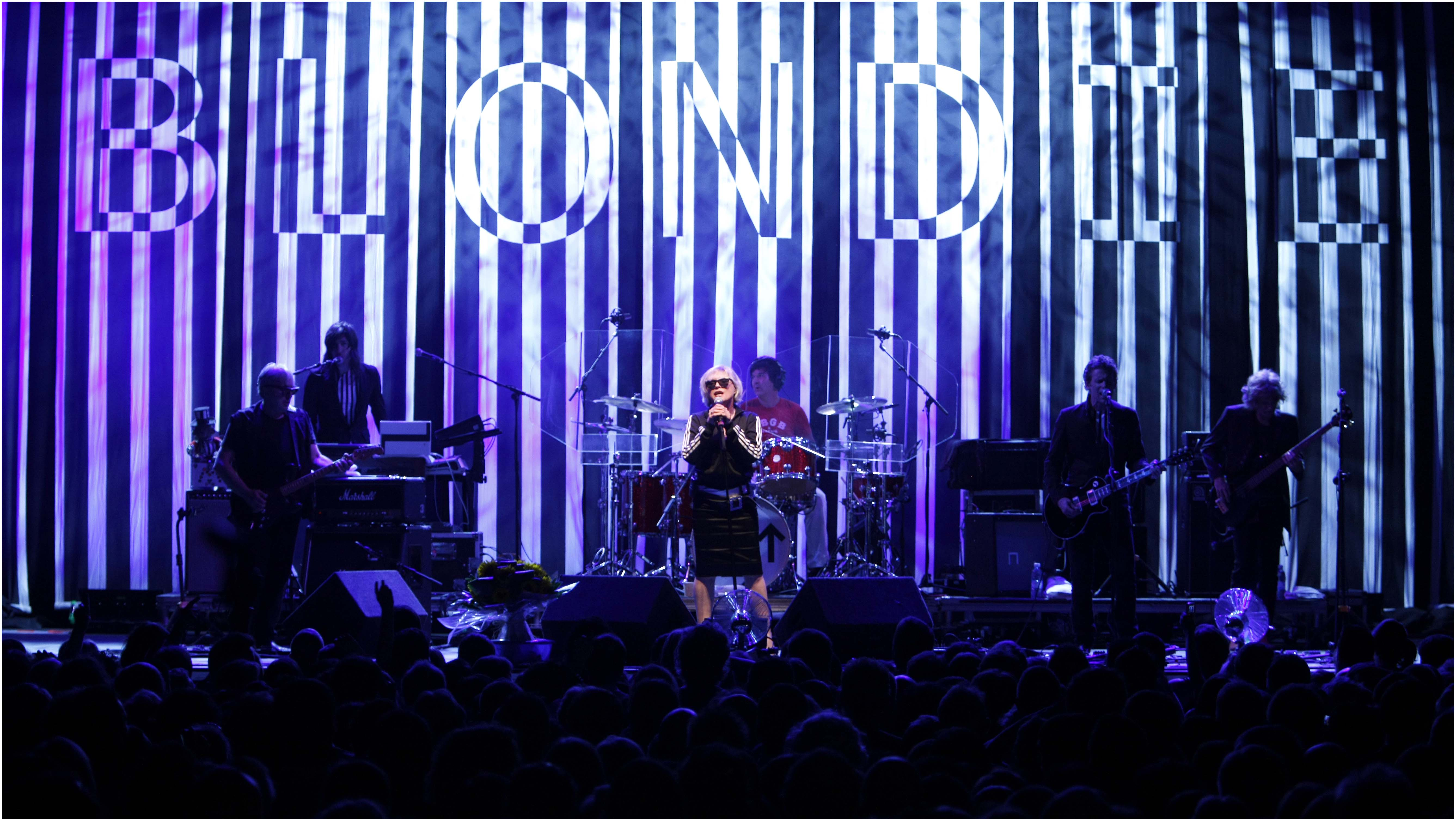
Blondie, GIAF 2008
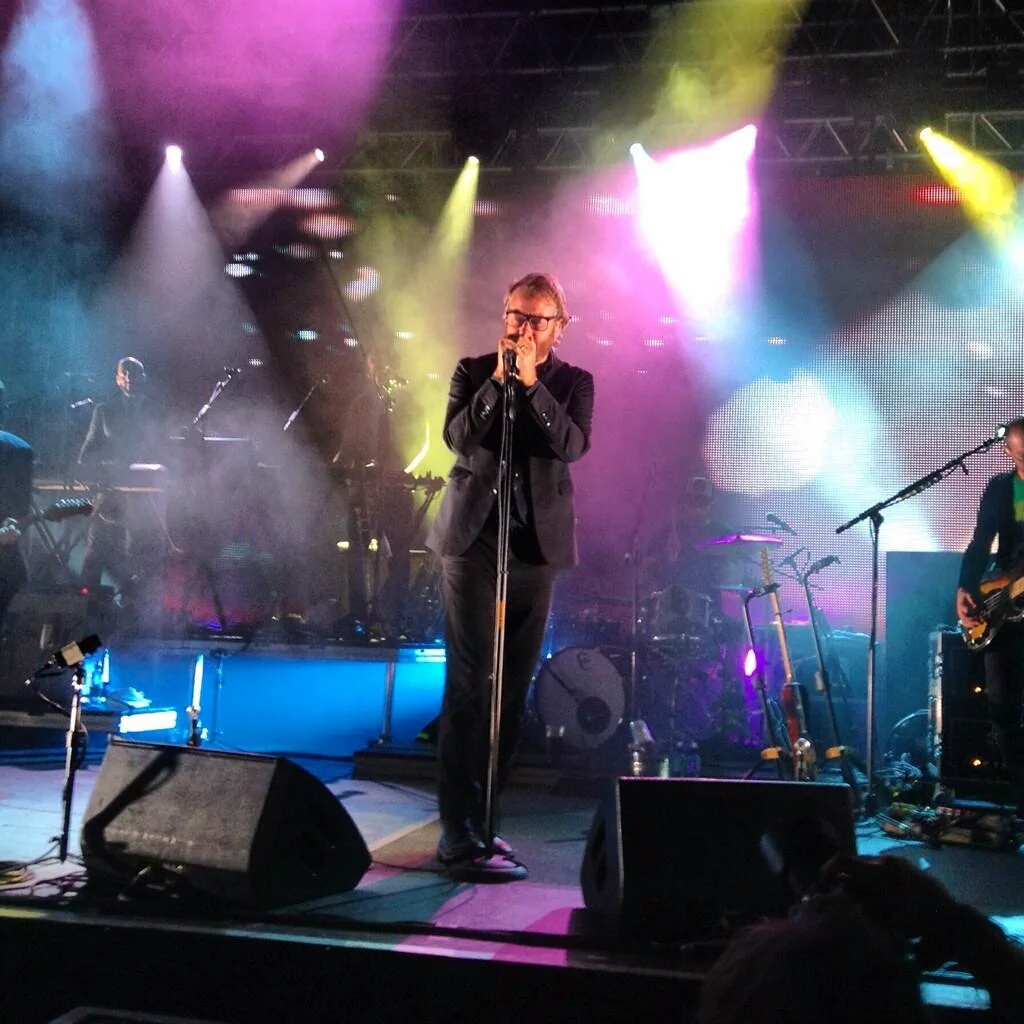
The National, GIAF 2014
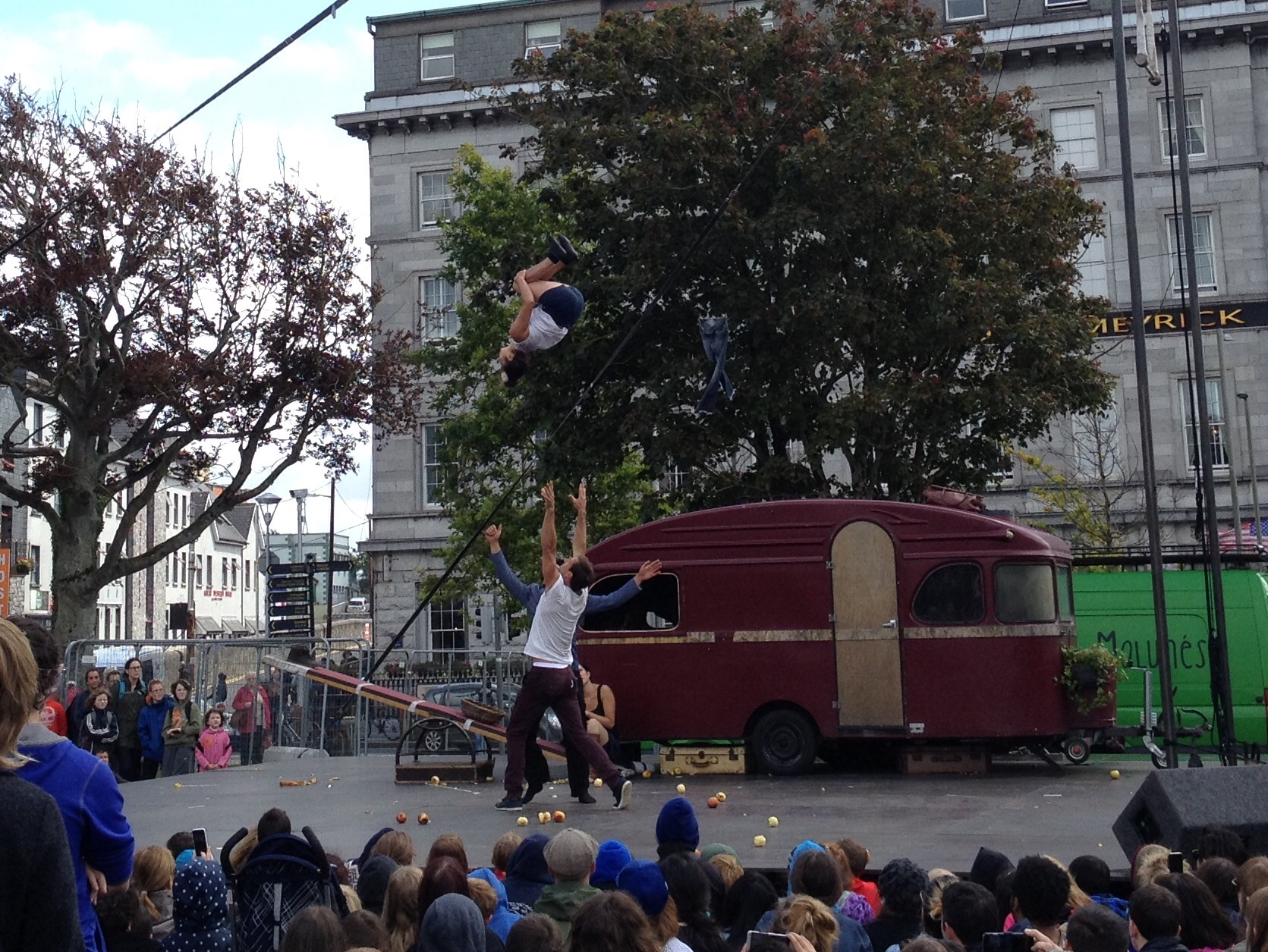
Acrobats perform, GIAF 2015
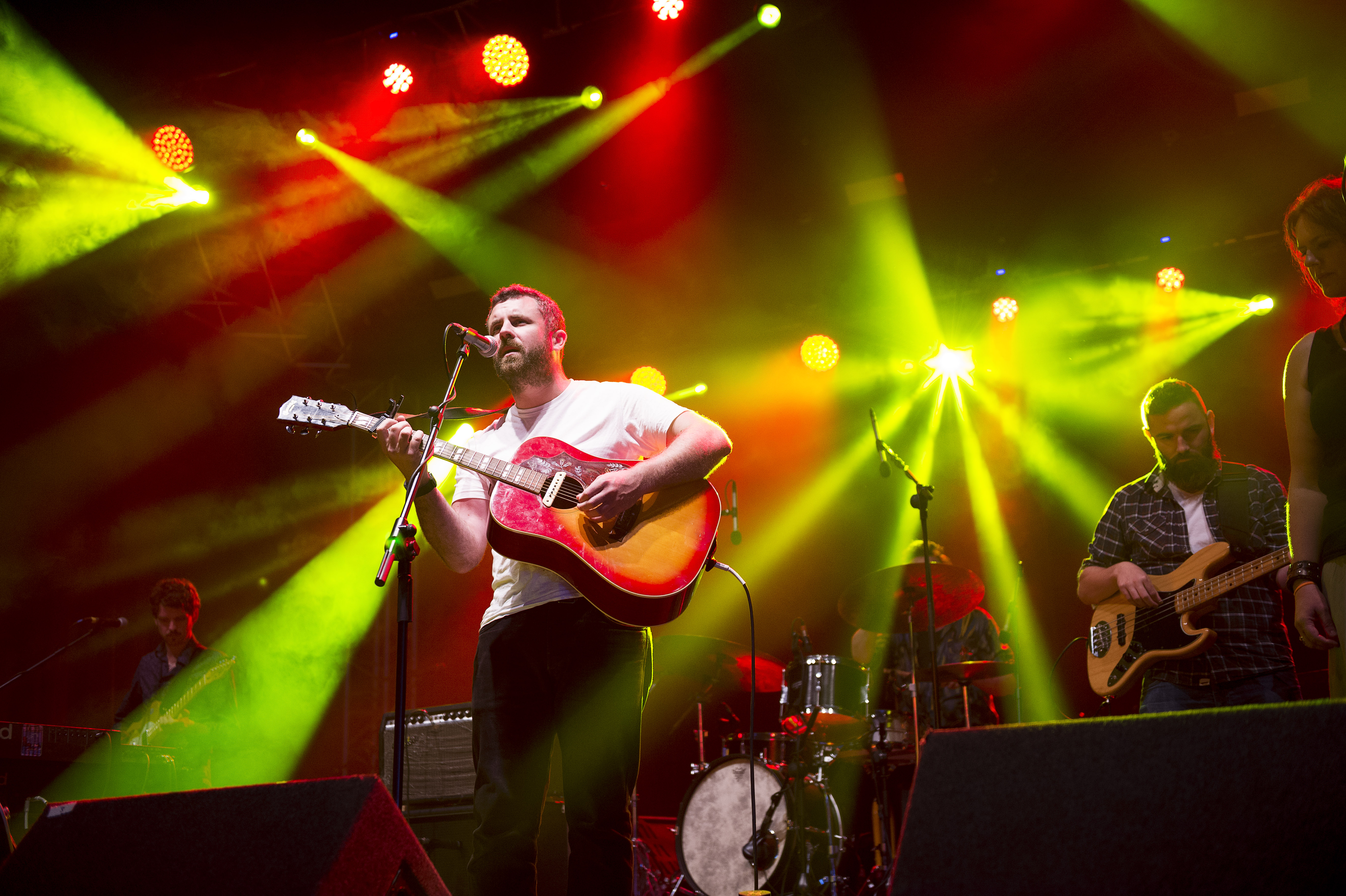
Villagers, GIAF 2016
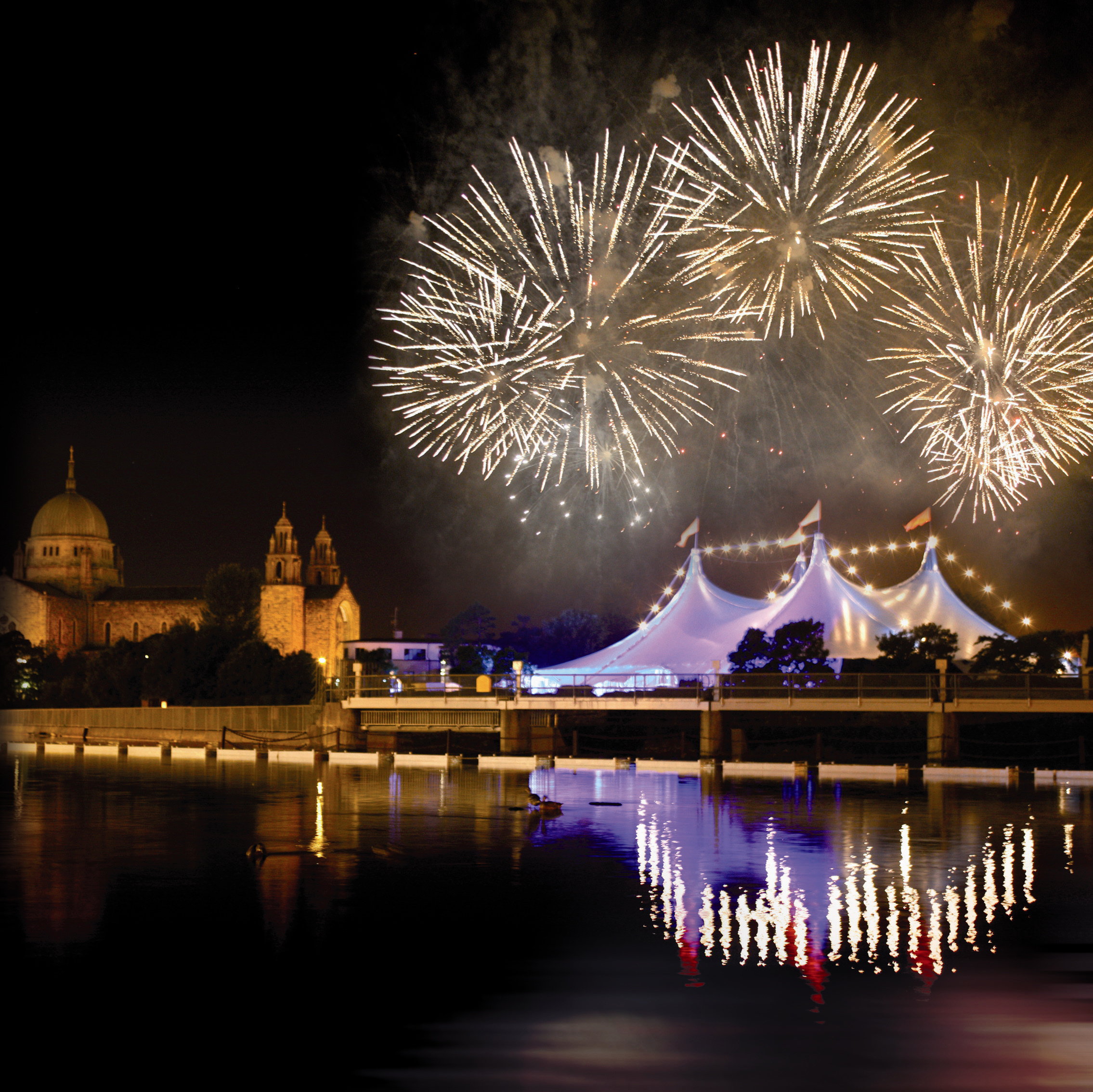
GIAF 2016